# Georges Boulanger
Georges Ernest Jean-Marie Boulanger, född 29 april 1837 i Rennes, Frankrike, död 30 september 1891 i Ixelles nära Bryssel, Belgien, var en fransk militär och reaktionär politiker, som gjorde en märklig politisk karriär och som 1889 var ytterst nära att göra sig till diktator.

## Tidig karriär
Boulanger tjänstgjorde i armén från 1856, bland annat i Algeriet och Indokina samt i det fransk-tyska kriget 1870–1871. Han blev 1880 brigadgeneral, direktör i krigsministeriet 1882 och var chef för de franska trupperna i Tunisien 1885-1886. Med stöd från de radikala republikanerna ägnade han sig från 1884 åt politik. Sedan han  i januari 1886 blivit krigsminister i Charles de Freycinets regering, en post han bibehöll i René Goblets regering, tog han initiativet till en mängd administrativa och tekniska reformer inom försvaret, bland annat en ny härordning 1886.
Särskilt uppskattade blev förbättringar av de menigas levnadsförhållanden. En talturné ökade ytterligare hans popularitet.

## Revanschrörelse ledde till eget parti
Boulanger blev också ledare för den revanschrörelse som krävde Elsass-Lothringen åter från Tyskland. Hans popularitet ökade särskilt i samband med Schnäbeleaffären, där hans provokativa uppträdande mot Tyskland hos bredare befolkningslager antogs ha lett till att Schnäbele släpptes och han blev känd som Le Géneral Revanche.
Boulangers misstro mot det parlamentariska systemet blev dock allt tydligare, och både från vänster och högerhåll hade man en kritisk hållning till Boulanger. Efter att Goblets regering fallit, förflyttades Boulanger till ett armékommando i landsorten. Utan permission besökte han dock flera gånger Paris, sammanträffade med rojalistiska agenter och träffade prins Napoleon i Schweiz, varför han 1888 avskedades från sin generalsbefattning. Detta blev signalen för bildandet av det boulangistiska partiet. 15 april 1888 valdes Boulanger med stor röstövervikt till deputerad, som sådan krävde han vittgående politiska reformer, fordrade senaten och Nationalförsamlingens upplösning och inkallandet av en ny nationalförsamling med enkammarsystem. Hans antiparlamentism vann bredare stöd i samband med Wilsonskandalen.
Boulanger stöddes av såväl monarkister som bonapartister, men även av radikaler bland småborgare och arbetare.

## Ett missat kupptillfälle

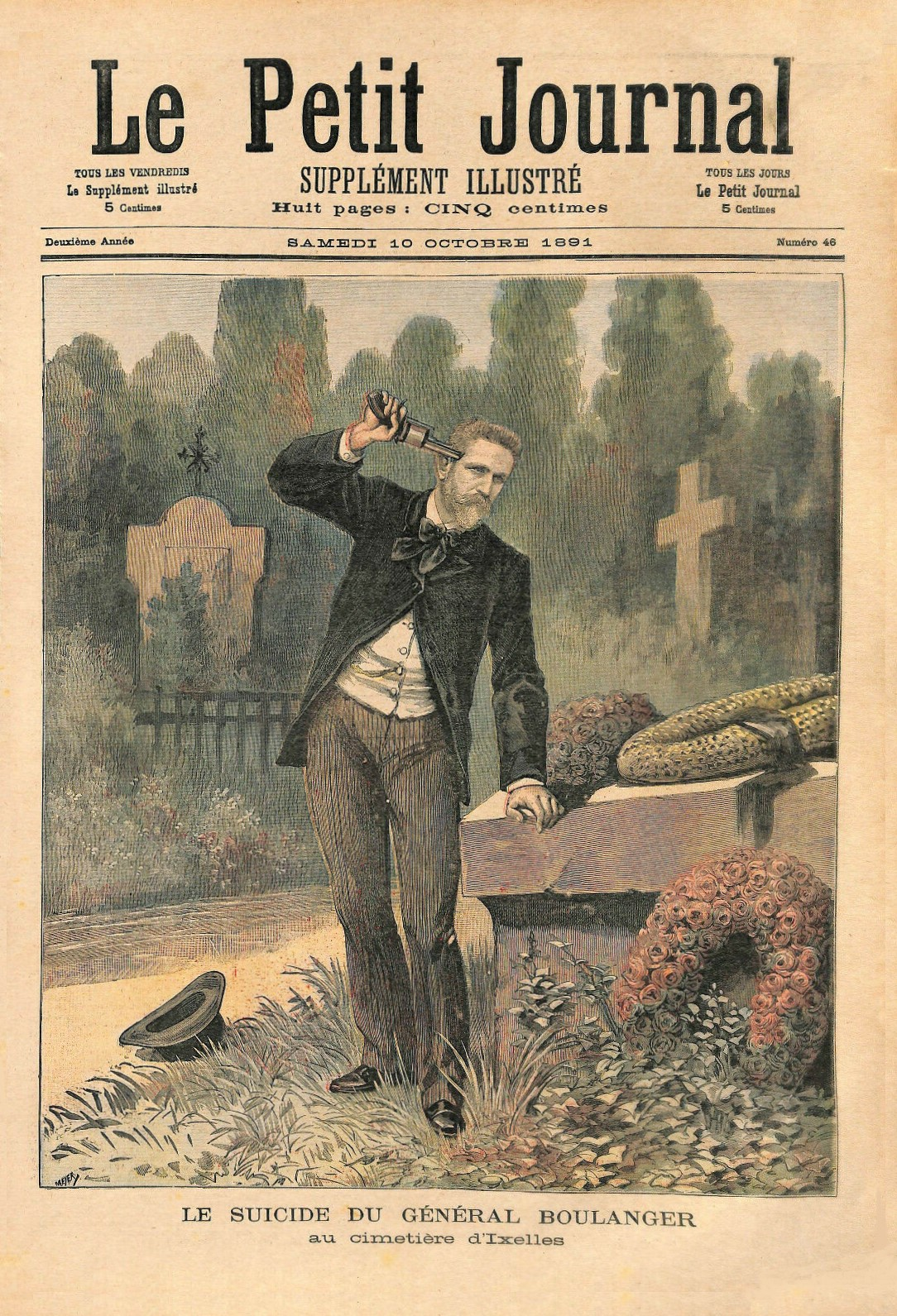
Framsidan på Le Petite Journal Petit Journal den 10 oktober 1891. Boulanger begår självmord vid sin älskarinnas, friherrinnan Marguerite de Bonnemain, grav på kyrkogården i Ixelles.

I kammaren motionerade han om förändringar i författningen som skulle ge presidenten kraftigt ökad makt, ett program som gav ökat stöd för hans parti. I fyllnadsval hösten 1888 vann han majoritet i tre departement och den 27 januari 1889 triumferade han i alla Paris arrondissement utom ett (totalt cirka sextio procent av rösterna i staden Paris). När detta valresultat stod klart, drog jublande folkmassor genom stadens gator och ville att Boulanger skulle ta makten, vilket låg inom möjlighetens gräns. Men Boulanger missade detta tillfälle till en statskupp – han firade istället segern hos sin älskarinna. Partiet förlorade därefter sitt stöd; den nya republikanska regeringen ändrade valordningen, satte ledande boulangister under polisövervakning och omorganiserade högsta domstolen för att underlätta ett åtal mot Boulanger för angrepp mot statens säkerhet.

## Slutet
Mer eller mindre avsiktligt ”läckte” inrikesministeriet att en arrestering var nära förestående och den 1 april valde Georges Boulanger att obemärkt ta sig till Bryssel. Enligt Times' Pariskorrespondent var det inrikesminister Ernest Constans personligen som kallade till sig en hög polistjänsteman, känd som anhängare till Boulanger, och beorderade denne att förbereda Boulangers grundlösa arrestering, som i efterhand skulle godkännas av deputeradekammaren. Han åtalades i sin frånvaro och dömdes den 14 augusti till landsförvisning, detta trots att han egentligen aldrig hade brutit mot någon lag. De allmänna valen samma månad blev en katastrof för boulangisterna. Boulanger själv övergavs även av sina personliga vänner och i juli 1891 drabbades han av ännu ett hårt slag när hans älskarinna, friherrinnan Marguerite de Bonnemain avled. Två månader senare tog han sitt liv på hennes grav.